# Tarsonemini
Tribu
Les Tarsonemini sont une tribu d'acariens de la sous-famille des Tarsoneminae.

## Liste des genres
Selon BioLib (23 octobre 2024) :
- Cheylotarsonemus Tseng & Lo, 1980
- Daidalotarsonemus De Leon, 1956
- Excelsotarsonemus Ochoa & Naskrecki in Ochoa, Naskrecki & Colwell, 1995
- Floridotarsonemus Attiah, 1970
- Fungitarsonemus Comroy, 1958
- Iponemus Beer & Nucifora, 1965
- Metatarsonemus Attiah, 1970
- Neotarsonemoides Kaliszewski, 1984
- Rhynchotarsonemus Beer, 1954
- Tarsonemus G. Canestrini & Fanzago, 1876
- Xenotarsonemus Beer, 1954